# Ungeria floribunda
Ungeria floribunda är en malvaväxtart som beskrevs av Heinrich Wilhelm Schott och Endl.. Ungeria floribunda ingår i släktet Ungeria och familjen malvaväxter. Inga underarter finns listade i Catalogue of Life.